# قانون ليبي زيون
القانون 405 التابع لإدارة الصحة بنيويورك، ويعرف أيضًا بقانون ليبي زيون. وهو القانون المنظم لعدد ساعات العمل للأطباء المقيمين والمتدربين ويحدده ب80 ساعة أسبوعيًا تقريبًا وذلك داخل ولاية نيويورك. وقد سميّ هذا القانون خَلَفًا لليبي زيون الفتاة الجامعية التي لقت حتفها في عمر الثامنة عشر بعد تلقيها العلاج على يد ما وصفه والدها بأنه «أطباء مقيمين ومتدربين يعملون بشكل يفوق طاقاتهم». وفي يوليو 2003، اعتمد مجلس الدراسات الطبية العليا أنظمة مماثلة لجميع مؤسسات التدريب الطبي المعتمدة في الولايات المتحدة.
وعلى الرغم من وجود أدلة متضاربة حول وفاة ليبي زيون ، والتي يُعتقد حاليًا أن سبب وفاتها يرجع إلى متلازمة السيروتونين نتيجة التداخل الدوائي بين عقار فينيلزين والذي اعتادت ليبي على تعاطيه قبل وفاتها لعلاج الاكتئاب الذي كانت تعاني منه، وعقار بيثيدين الذي تعاطته داخل المستشفى تحت إشراف الطبيب المقيم المشرف على حالتها ، فقد توالت الدعاوى القضائية والتحقيقات التنظيمية عقب وفاتها، وحظيت بتغطية إعلامية مكثفة في كل وسائل الإعلام والمجلات الطبية ، مما كان له أثر واضح على تعديل ظروف العمل والإشراف على الأطباء المتدربين والمقيمين.

## وفاة ليبي زيون
التحقت ليبي زيون (30 نوفمبر 1965 - 5 مارس 1984)  بإحدى جامعات مدينة بينينغتون بولاية فيرمونت الأمريكية وهي تعاني من الاكتئاب وتتعاطى عقار فينيلزين المضاد للاكتئاب يوميًا. وقد أشارت بعض العينات المأخوذة من جثتها بعد الوفاة إلى وجود كميات من الكوكايين في دمها، ثم أثبتت بعض التحاليل اللاحقة عدم وجوده. وهي ابنه سيدني زيون المحامي والكاتب الأمريكي لدى صحيفة نيويورك تايمز وإلسا زيون المدير التنفيذي السابق. ولها من الإخوة اثنان، آدم وجيد. وفي نعيها المنشور في صحيفة نيويورك تايمز كُتب «أنها كانت تعاني من أعراض تشبه أعراض مرض الإنفلونزا لعدة أيام، وأنها قد لقت حتفها بعد إدخالها مستشفى نيويورك إثر توقف قلبها لسبب غير معروف».
وكانت ليبي زيون قد أُدخلت إلى المستشفى من قِبَل أطباء الطوارئ في الرابع من مارس، وقد اقترح طبيب العائلة وضعها تحت الملاحظة. وقد تم فحص حالة ليبي من قبل طبيب مقيم وهو جريج ستون وطبيبة متدربة وهي لويس أينشتاين. ولم يستطع أيًا منهما تشخيص مرض ليبي. وقد قاما بوصف عقار بيثيدين لها لإيقاف الحركات الغير طبيعية والتشنجات التي انتابتها بعد دخولها المستشفى وذلك بعد استشارة طبيب العائلة.
وبعد ذلك غادرت الطبيبة أينشتاين لمتابعة عشرات الحالات الأخرى بالمستشفى، وغادر الطبيب ستون للنوم في الغرفة المخصصة للأطباء في المبنى المقابل. ولكن حالة ليبي لم تتحسن بل وازداد حركات الانفعال والتشنجات مما دفع بالممرضات للاتصال بالطبيبة أينشتاين التي أوصت هاتفيًا باستخدام وسائل الضبط الطبية واستخدام عقار هالوبيريدول المهدئ مما أدخل ليبي في نوم عميق.
ولكنه وفي الساعة 06:30 صباحًا ارتفعت درجة حرارة ليبي حتى °42 س، فتم الاتصال مرة أخرى بالطبيبة أينشتاين وتم أخذ الإجراءات اللازمة لخفض درجة الحرارة، ولكن فورًا ما عانت ليبي من توقف قلبها ولم تنجح محاولات انعاشها فوقعت الوفاة وتم إبلاغ أهلها بواسطة الهاتف.
وكانت عدة سنوات قد انقضت قبل التوصل إلى اتفاق عام بشأن سبب وفاة ليبي. فقد تعاطت ليبي عدد من مضادات الاكتئاب ومنها عقار فينيلزين، قبل أن تدخل إلى المستشفى. وساهم الجمع بين ذلك العقار وعقار بيثيدين الذي قُدّم لها من قبل الطبيبين إلى وقوع حالة متلازمة السيروتونين، وهو ما أدى إلى زيادة معاناة ليبي من الانفعالات والحركات العنيفة، حتى قامت بسحب الانابيب الطبية الموصلة بأوردتها ومقاومة كافة وسائل تهدئتها. وبعد نومها، أصيبت ليبي بحمى ووصلت درجة حرارتها إلى مستويات خطيرة، وتوفيت بعد وقت قصير بسبب السكتة القلبية.
وقد اقتنع أبوي ليبي أن وفاة ابنتهما ترجع إلى عدم كفاية الأطباء في المستشفى التعليمي. وتشكك سيدني زيون في كفاءة الأطباء وذلك لسببين. أولها كان تقديم عقار البيثيدين، الذي يمكن أن يسبب تفاعلات قاتلة مع عقار فينيلزين المضادة للاكتئاب الذي كانت تتعاطاه ليبي. وحتى ذلك الوقت كان هذا التفاعل معروفًا إلى عدد قليل من الأطباء. والمسألة الثانية هي القيود الموضوعة على وصف وتقديم أدوية الأمراض النفسية في حالات الطوارئ. وقال سيدني: «لقدأعطوها العقار المصمم خصيصًا لقتلها، ثم تجاهلوها وقيدوها ككلب». وأشار سيدني إلى وفاة ابنته بأنها «جريمة قتل». كما وجه سيدني أصابع الاتهام لعدد الساعات المهولة التي يعملها الأطباء وكتب في صحيفة نيويورك تايمز قائلًا: «لا يمكن للطبيب المقيم الذي يعمل لمدة 36 ساعة متصلة أن يتخذ أي قرارات حكيمة بغض النظر عن قرارات الحياة والموت».
وبذلك تحولت القضية في نهاية المطاف إلى معركة قانونية مطولة، مع انتكاسات مفاجئة متعددة بالإضافة إلى العديد من التقارير التي ظهرت في المجلات الطبية الرئيسية.

## الشهرة والمحاكمات

### تحقيق الدولة
في شهر مايو من عام 1986 قرر النائب العام بولاية منهاتن روبرت مورغنثا السماح لهيئة المحلفين بالنظر في القضية وتهم القتل وسوء الممارسة الطبية الموجهة للأطباء ، فرفضت هيئة المحلفين توجيه تهمة القتل. وفي عام 1987 تم توجيه 38 تهمة بالإهمال الجسيم وعدم الكفاءة للطبيب المتدرب والطبيب المقيم.
واعتبرت هيئة المحلفين الكبرى أن سلسلة من الأخطاء ساهمت في وفاة ليبي، بما في ذلك وصف عقار طبي غير مناسب وعدم إجراء اختبارات تشخيصية كافية. وبموجب قانون نيويورك، وفي الفترة ما بين أبريل 1987 ويناير عام 1989، أجرت اللجنة 30 جلسة استماع شهد خلالها 33 شاهدًا، بمن فيهم خبراء في علم السموم، ومتخصيين بطب الطوارئ، ورؤساء إدارات الطب الباطني في ست كُليات طبية بارزة. واعترف العديد منهم تحت القسم أنه لم يحدث وأن سمعوا عن التفاعل بين الميبيريدين وفينيلزين قبل هذه القضية. وفي نهاية هذه الإجراءات، قررت اللجنة بالإجماع غياب الأدلة التي تثبث وقوع الطبيبين في أيٍ من التهم الثمانية والثلاثون الموجهة إليهما.
ومع ذلك فإنه وبموجب قانون نيويورك، يرجع القرار النهائي في هذه المسألة على عاتق هيئة أخرى وهي مجلس الحكام، والذي لا يقع عليه أي التزام بالأخذ بتوصيات لجنة الاستماع. وقد احتوى مجلس الحكام في ذلك الوقت على طبيب واحد فقط ضمن أعضائه السنة عشر، وانتهى قراره إلى «توجيه اللوم والتوبيخ» للأطباء المقيمين على جريمة «الإهمال الجسيم» على ألا يؤثر هذا القرار على حقهما في ممارسة مهنة الطب. واُعتبر هذا الحُكم غريبًا جدًا في الأوساط الطبية.واعترفت المستشفى أنها قدمت رعاية غير كافية، وقامت بدفع غرامة 13000 دولار أمريكي للدولة. ومع ذلك فإنه في عام 1991، حكمت محكمة الاستئناف في الولاية بمسح تهم عدم كفاءة الرعاية المقدمة إلى ليبي تمامًا من سجلات الطبيبين.

### الدعاوى المدنية
قدمت سيدني زيون دعوى مدنية منفصلة ضد الأطباء والمستشفى ، وذلك بالتوازي مع تحقيق الدولة. وانتهت المحاكمة المدنية عام 1995 عندما وجدت هيئة محلفين في مانهاتن أن الطبيبان وطبيب العائلة قد ساهموا جميعًا في وفاة ليبي بوصفهم الدواء الخطأ، وأمرتهم المحكمة أن يدفعوا ما مجموعه 375,000 $ لعائلة زيون تعويضًا عن الآلامهم ومعاناتهم. ووجدت هيئة المحلفين أيضا أن ريمون شيرمان، طبيب العائلة، قد كذب على منصة الشهود في إنكاره لمعرفته بتعاطي ليبي لعقار البيثيدين. وعلى الرغم من أن هيئة المحلفين قد وجدت الأطباء الثلاثة مُقصرين، إلا أنها لم تتهم أيًا منهم بالإهمال «الوحشي والمتعمد»، أي التجاهل تام للمريض.
ولم يتم توجيه أيّة مسئولية لطبيب غرفة الطوارئ، موريس ليونارد، أو للمستشفى. وقررت لجنة التحكيم أن المستشفى متهمة بالإهمال لتركها الطبيب أينشتاين وحده مسؤولاً عن 40 مريضًا في تلك الليلة، لكنها خلصت أيضًا إلى أن هذا الإهمال لم يُسهم بشكل مباشر في وفاة ليبي.

## تعديلات القوانين
بعد اتهام هيئة المحلفين الكبرى للطبيبين، قرر ديفيد أكسلرود مفوض الصحة في ولاية نيويورك معالجة المشاكل البنيوية في قوانين عمل الأطباء المتدربين من خلال إنشاء لجنة رفيعة المستوى من الخبراء برئاسة برتراند م. بيل، وهو طبيب رعاية أولية في إحدى كليات الطب التابعة لولاية نيويورك الأمريكية. وقد عُرِف عنه موقفه المعارض لحالة عدم وجود رقابة على الأطباء تحت التدريب. وعُرِفت هذه اللجنة رسميًا باسم اللجنة الاستشارية المتخصص في خدمات الطوارئ، كما عُرفت باسم «لجنة بيل» وهو الاسم الأكثر شيوعًا. وقد قامت هذه اللجنة بتقييم التدريب والإشراف على الأطباء ، وضعت سلسلة من التوصيات التي تعالج العديد من قضايا رعاية المريض، بما في ذلك استخدام ضبط المرضى المنفعلين، وأنظمة الدواء، وعدد ساعات العمل للأطباء المقيمين.
وفي عام 1989، اعتمدت ولاية نيويورك توصيات لجنة بيل، وحدد عدد ساعات عمل الأطباء المقيمين بما لا يتجاوز 80 ساعة في الأسبوع أو أكثر من 24 ساعة متتالية. وأنه يتوجب على الأطباء المشرفين التواجد بأنفسهم في المستشفى في جميع الأوقات. ودفعت وزارة الخارجية بدوريات للمتابعة والتدقيق داخل نيويورك لاتخاذ اجراءات صارمة ضد انتهاك المستشفيات لهذه التوصيات. ومنذ ذلك الحين تم اعتماد توصيات وقوانين مماثلة في العديد من دول أخرى. وفي يوليو 2003 اُعتُمِدَت أنظمة مماثلة لجميع مؤسسات التدريب الطبي في الولايات المتحدة.